# Sydfinlands regionsforvaltning
Sydfinlands regionsforvaltning (svensk: Regionförvaltningsverket i Södra Finland, finsk: Etelä-Suomen aluehallintovirasto) er den regionale statsforvaltning i det sydlige Finland. Den 1. januar 2010 blev Sydfinlands len nedlagt, og lenets hidtidige opgaver blev delt mellem Sydfinlands regionsforvaltning og de nyoprettede Erhvervs-, trafik- og miljøcentraler. 

## Geografisk område
Regionsforvaltningen hovedkontor ligger i Tavastehus, og der er afdelingskontorer i Helsingfors og Kouvola. 
Regionsforvaltningen dækker følgende landskaber (finske navne i parentes):
- Nyland (Uusimaa)
- Östra Nyland (Itä-Uusimaa) (området blev genindlemmet i Nyland 1. januar 2011)
- Egentliga Tavastland (Kanta-Häme)
- Päijänne-Tavastland (Päijät-Häme)
- Kymmenedalen (Kymenlaakso)
- Södra Karelen (Etelä-Karjala)

## Erhvervs-, trafik- og miljøcentraler
En Erhvervs-, trafik- og miljøcentral (svensk: närings-, trafik- och miljöcentralen (ntm-centralen, ntm), finsk: elinkeino-, liikenne- ja ympäristökeskus (ely-keskus, ely)) har tre ansvarsområder. Det er:
- erhverv, arbejdskraft, kompetencer og kultur
- trafik og infrastruktur
- miljø og naturressourcer

I det sydøstlige Finland tager centralen i Kouvola (Kymmenedalen) sig af alle tre ansvarsområder, mens centralen i Lappeenranta (Södra Karelen) kun har et ansvarsområde. 
I den vestlige del af Sydfinland er centralen i Helsingfors (Nyland) fuldt udbygget, mens centralen i Lahtis (Päijänne-Tavastland) tager sig af erhverv og miljø. Centralen i Tavastehus (Egentliga Tavastland) har kun et ansvarsområde. 